# Strada nazionale 93 Sapri-Jonio
La strada nazionale 93 Sapri-Jonio era una strada nazionale del Regno d'Italia, che congiungeva Sapri alla costa jonica.
Venne istituita nel 1923 con il percorso "Da Sapri all'innesto della nazionale 87 delle Calabrie presso Lago Serino e da questa sopra Lauria per Latronico e Senise alla stazione di Nova Siri".
Nel 1928, in seguito all'istituzione dell'Azienda Autonoma Statale della Strada (AASS) e alla contemporanea ridefinizione della rete stradale nazionale, il suo tracciato costituì l'intera strada statale 104 Sapri-Jonio.